# Pompa di Sprengel

La pompa di Sprengel (o pompa a mercurio) usa gocce di mercurio fatte cadere da un tubicino di vetro per raggiungere un vuoto,  fino alla tensione di vapore del mercurio, quasi un milionesimo della pressione atmosferica.
Fu inventata dal chimico Hermann Sprengel nel 1865 che le diede il nome.

## Funzionamento
Da un primo contenitore, il mercurio passa attraverso un sifone A per evitare l'ingresso dell'aria nel caso dello svuotamento del contenitore. 
Passato il sifone, vengono formate piccole gocce di mercurio che vengono fatte cadere attraverso un tubo capillare, comprimendo sacchette d'aria che vengono evacuate alla fine del tubo in un secondo contenitore tramite un sifone per lo stesso motivo spiegato prima.
Il barometro a mercurio a tubo aperto M serve a misurare la pressione raggiunta che può essere fino a meno di 1Pa.